# HMS Roebuck (1774)
HMS Roebuck (1774) — 44-пушечный двухдечный корабль Десятый корабль Королевского флота, названный Roebuck. Головной корабль одноименного типа.

## История и постройка
Чертежи Томаса Слейда были выполнены в 1769 году, но в то время сочли, что 44-пушечный слишком слаб для линейного боя, и заказов не последовало. Требования Американской войны за независимость, большое количество прибрежных действий и потребность в «экономичном» малом корабле для крейсерства возродили интерес Адмиралтейства. Хотя более перспективным крейсером был фрегат, в Британии были сильны приверженцы двухдечного типа, «линейного корабля в миниатюре». В частности, указывали на преимущество малой осадки и сосредоточенного огня двух батарейных палуб.
В конечном счете, соображения экономии перевесили. Началась постройка новой большой серии, несколько увеличенных, по сравнению с уложением 1745 года, размеров (в том числе на фут шире). Они уже не считались линейными, и как исключение относились к 5 рангу. В официальных бумагах их называли «двухдечными 5 ранга» (англ. fifth rate two-deckers). Некоторые авторы именуют их фрегатами. Другие относят к 4 рангу. Но двухдечные фрегаты появились только после 1817 года. Поэтому такие классификации являются приложением более ранних или более поздних мерок, не применявшихся в конце XVIII века.
На 44-пушечные смотрели как на расходный материал, от них не ожидалось долгой службы. Но именно благодаря этому некоторые представители имели на удивление долгую и разнообразную карьеру, попеременно в роли крейсеров, охранения конвоев, флагманов в малых экспедициях, войсковых транспортов и госпитальных судов.
Roebuck был заказан 30 ноября 1769 года. Спущен на воду 28 апреля 1774 года на королевской верфи в Чатеме. Достроен 4 августа 1775 года. С 1782 года перевооружен 12-фунтовыми пушками на опер-деке.

## Служба

### Американская революционная война

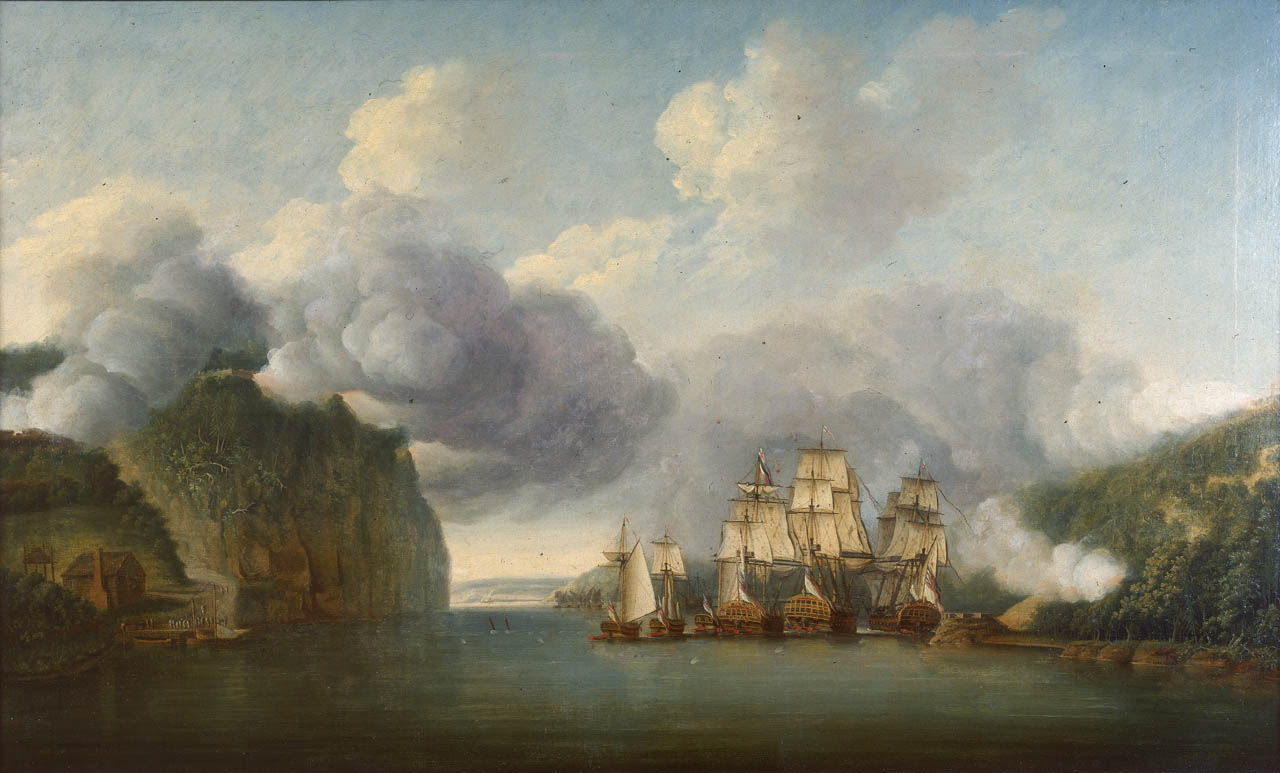
Форсирование узкости на Гудзоне, 9 октября 1776

1775 — вступил в строй в июле, капитан Эндрю Хаммонд (англ. Andrew Snape Hammond), командовал до 1780 года; 22 августа оснащен для заморской службы в Чатеме. 4 октября вышел в Северную Америку.
1776 — летом-осенью в операциях под Нью-Йорком: в июле при Стэтен-Айленд; 22 августа в одиночку провел демонстрацию против форта Ред Хук; 15 сентября был в бухте Кип; 23 сентября с 3 другими против батареи Паулус Хук; 9 октября в реке Гудзон, совместно с HMS Phoenix и 4 другими форсировал узкость и уничтожил 2 галеры. Позже, во время килевания Roebuck обнаружились два 32-фунтовых ядра, застрявшие в его корпусе на 4 фута ниже ватерлинии.
1777 — в устье Делавэр; 2 апреля совместно с HMS Perseus взял 14-пушечный северо-каролинский бриг Defence, а 5 апреля 10-пушечный континентальный шлюп Sachem.
1778 — 22 июля с эскадрой вице-адмирала Хау был при Санди-Хук; с ним же 11 августа против д’Эстена.
1779 — 24 февраля взял американский приватир Revenge. С февраля по апрель малый ремонт и обшивка медью в Вулвиче. 5 декабря взял американский приватир Lady Washington.
1780 — коммандер Эндрю Дуглас (англ. Andrew Snape Douglas); в качестве флагмана вице-адмирала Арбютнота с января по май участвовал в осаде Чарлстона.
1781 — совместно с HMS Orpheus 14 апреля у устья Делавэр взял американский 36-пушечный фрегат Confederacy; совместно с HMS Medea 5 мая взял 36-пушечный Protector; июль — капитан Джон Орд (англ. John Orde).
1782 — 24 февраля взял французский корсар Providence.
1783 — вернулся в Англию для перевода на Северное море; в апреле выведен в резерв; в октябре прошел обследование.
Средний ремонт в Ширнесс с сентября 1783 по февраль 1785 года.
1778 — октябрь, госпитальное судно в Чатеме по июль 1790 года.
1790 — июнь, введен в строй во время т. н. Испанского вооружения, коммандер Джордж Линдсей (англ. George Lindsay).
1791 — январь, выведен в резерв.

### Французские революционные войны
1793 — повторно введен в строй в сентябре как войсковой транспорт, капитан Артур Кристи (англ. Arthur Christie); 26 ноября ушел на Подветренные острова.
1795 — коммандер Дэвид М’Ивер (англ. David M'Iver), Вест-Индия.
1796 — февраль, лейтенант (с октября коммандер) Александр Бэрроуз (англ. Alexander Burrows), командовал до 1799 года. 6 июля у о. Барбадос взял 12-пушечный приватир La Batave (нидерл. Bataaf).
1798 — 19 февраля у Мартиники взял 10-пушечный французский приватир Parfaite; вернулся в Англию в ноябре.
1799 — с апреля по июль превращен в войсковой транспорт в Дептфорде; повторно введен в строй в июле, коммандер Джон Бьюкенен (англ. John Buchanan), командовал до 1802 года. Служил на Средиземном море.
1802 — январь, коммандер Джеймс Хоз (англ. James Hawes); в мае выведен в резерв и поставлен в отстой в Вулвиче.

### Наполеоновские войны
1803 — июль, введен в строй, капитан Джордж МакКинли (англ. George M'Kinley), командовал до 1805; с июля по сентябрь переделан в плавучую батарею в Вулвиче; поставлен в Лейте. С ноября (по февраль 1804) флагман вице-адмирала Ричарда Блая (англ. Richard Bligh).
1805 — апрель-октябрь, флагман контр-адмирала Вашона (англ. James Vashon); сентябрь, брандвахта в Ярмуте.
1806 — март, капитан Ричард Карри (англ. Richard Curry), командовал до 1810; плавучая казарма в Ярмуте; с ноября флагман контр-адмирала Дугласа (англ. Billy Douglas) по 1809 год.
1810−1811 — флагман контр-адмирала Гарднера (англ. Alan Gardner).
1811 — июль, разобран в Ширнесс.